# (8661) Ratzinger
(8661) Ratzinger – planetoida krążąca po orbicie wewnątrz pasa głównego asteroid (pomiędzy Marsem a Jowiszem). Została nazwana na cześć kardynała Josepha Ratzingera, późniejszego papieża, który udostępnił watykańskie archiwa kościelne. Odkryta 14 października 1990 roku. 